# Dubravica
Dubravica é uma vila e município da Croácia localizado no condado de Zagreb